# Don Shirley
Donald Walbridge Shirley, mais conhecido como Don Shirley (Pensacola, 19 de setembro de 1927 – Manhattan, 6 de abril de 2013) foi um pianista, compositor e arranjador de jazz e intérprete de música clássica.

## Biografia
Don Shirley era filho de um imigrante jamaicano sacerdote episcopal chamado Edwin Shirley e de uma professora chamada Stella. Don Shirley começou a tocar piano aos dois anos de idade, e aos sete anos já apresentava desenvoltura e habilidade suficiente para estudar no Leningrad Conservatory of Music. Aos nove anos acompanhava seu pai ao órgão da igreja. Fez o seu primeiro concerto em 1945 com a Orquestra Pops de Boston, ao tocar o Primeiro Concerto para Piano, de Piotr Ilitch Tchaikovski, e no ano seguinte a Orquestra Filarmônica de Londres apresentou uma das suas composições. Entre os anos de 1954 e 1968, Shirley se apresentou como solista com várias orquestras sinfónicas, incluindo a Orquestra Pops de Boston, a Orquestra Sinfônica de Detroit, a Orquestra Sinfônica de Chicago e a Orquestra Sinfônica Nacional. Apesar de desejar tocar clássicos como Chopin e Liszt, Shirley recebeu a recomendação de Sol Hurok, empresário musical, de se dedicar ao jazz, um estilo típico da comunidade afrodescendente, pois não aceitariam um músico negro tocando música europeia. Dessa forma, Shirley uniu-se ao baixista Ken Fricker e o violoncelista Juri Taht e formou o Don Shirley Trio, onde se apresentavam e gravavam discos em estúdio. Com o trio, gravou Water Boy em 1961, seu grande sucesso, onde unia Chopin à música dos anos 1960. 
Shirley nunca se considerou um artista e nem um intérprete de jazz. Gravou um concerto de Rachmaninoff com a Orquestra Filarmônica de Nova York, mas não conseguiu uma gravadora para lançar seu disco. Seu talento, apesar das dificuldades que enfrentou, era reconhecido. O compositor russo Igor Stravinsky o elogiou dizendo que “Seu virtuosismo é digno dos deuses”.
Além da música, Don Shirley era doutorado em Psicologia, falava oito idiomas e sabia pintar. Esteve ligado aos movimentos dos direitos civis nos Estados Unidos, mantendo amizade com Martin Luther King e outros músicos negros, como Nina Simone, Duke Ellington e Sarah Vaughn.
Shirley morreu de complicações decorrentes de doenças cardíacas em sua casa em Nova York, que ficava acima de Carnegie Hall, em 6 de abril de 2013, aos 86 anos de idade.

## Representação na Mídia
Em 2018 o filme Green Book retratou uma parte da carreira de Shirley (interpretado por Mahershala Ali), no período em que ele fez uma turnê pelo sul dos Estados Unidos na década de 1960. Houve polêmica em torno do filme, pois segundo parte dos críticos e da família de Shirley, foi apresentada uma versão sob o ponto de vista de um homem branco, o segurança e motorista do músico, Tony Vallelonga. A família alegou que em nenhum momento foi procurada pelos envolvidos na direção e roteiro do filme, o que teria comprometido a obra.